# Kvasiny
Kvasiny (en allemand : Kwasin) est une commune du district de Rychnov nad Kněžnou, dans la région de Hradec Králové, en République tchèque. Sa population s'élevait à 1 534 habitants en 2022.

## Géographie
Kvasiny se trouve à 6 km au nord-ouest de Rychnov nad Kněžnou, à 32 km à l'est de Hradec Králové et à 132 km à l'est-nord-est de Prague.
La commune est limitée par Skuhrov nad Bělou au nord, par Lukavice à l'est, et par Solnice au sud, à l'ouest et au nord-ouest.

## Histoire
La première mention écrite de la localité date de 1544.

## Galerie

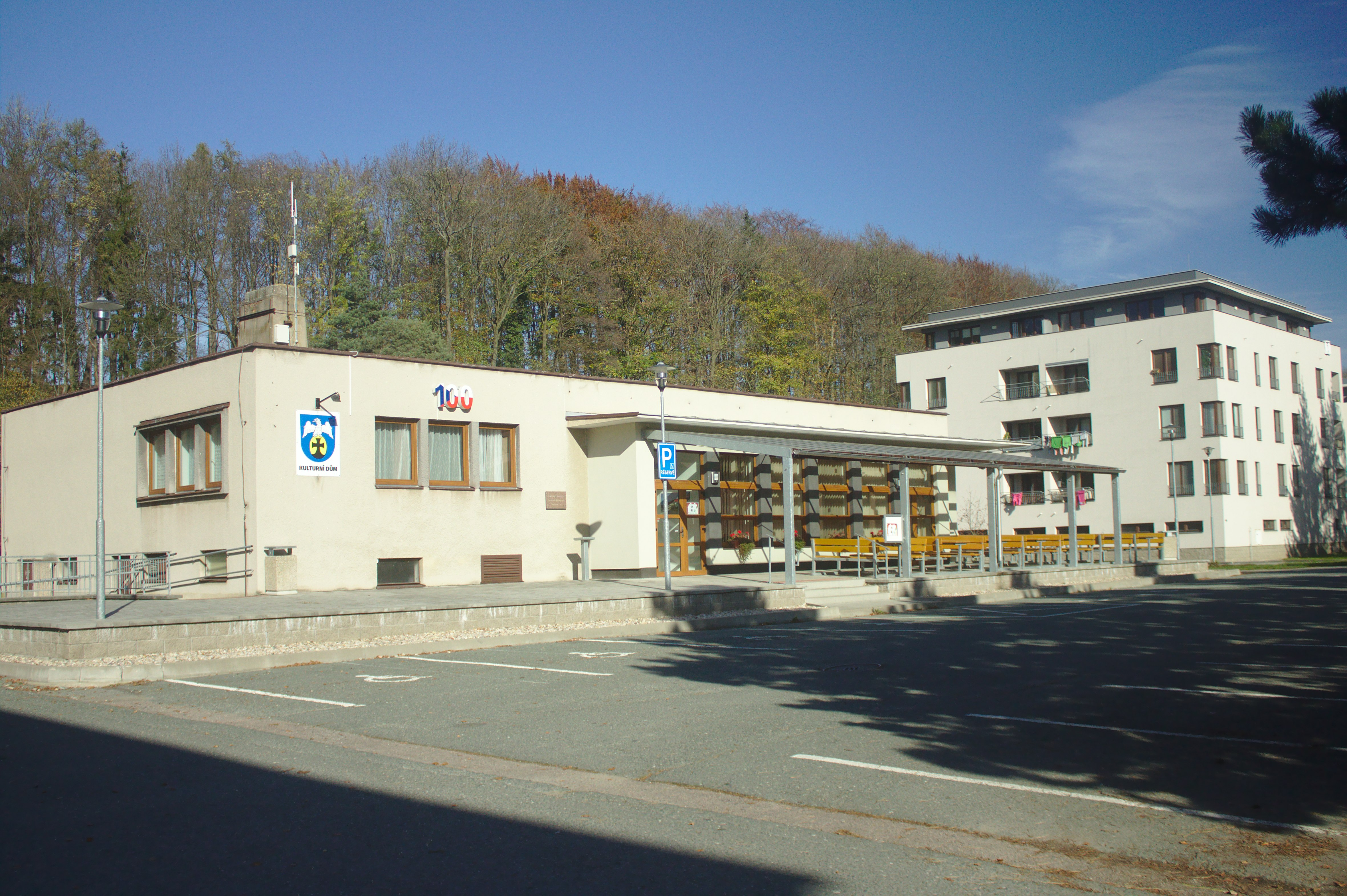
Kvasiny : la mairie.
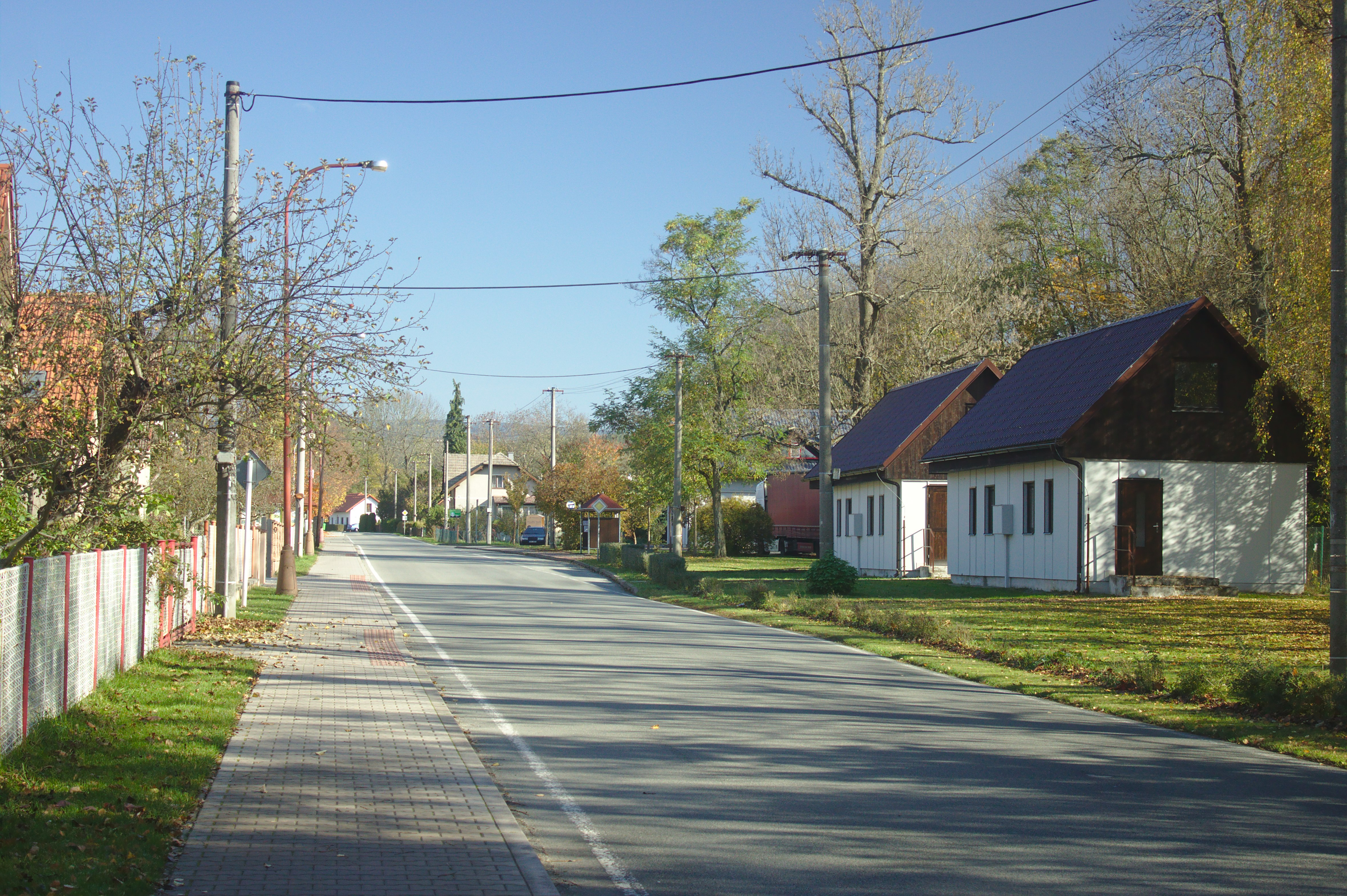
Rue de Kvasiny.

## Économie
La commune accueille l'une des trois usines tchèques de Škoda. Ce site construit des automobiles depuis 1934 : modèles Jawa 700 puis Jawa 600 Minor. Après la Seconde Guerre mondiale, l'entreprise fusionne avec les automobiles Skoda de Mladá Boleslav et fabrique plusieurs modèles : le cabriolet Felicia, les coupés 110R et Rapid. L'usine fabrique les modèles Superb, Yeti et Kodiaq avec une capacité de 280 000 véhicules par an et un effectif de 4 500 salariés.

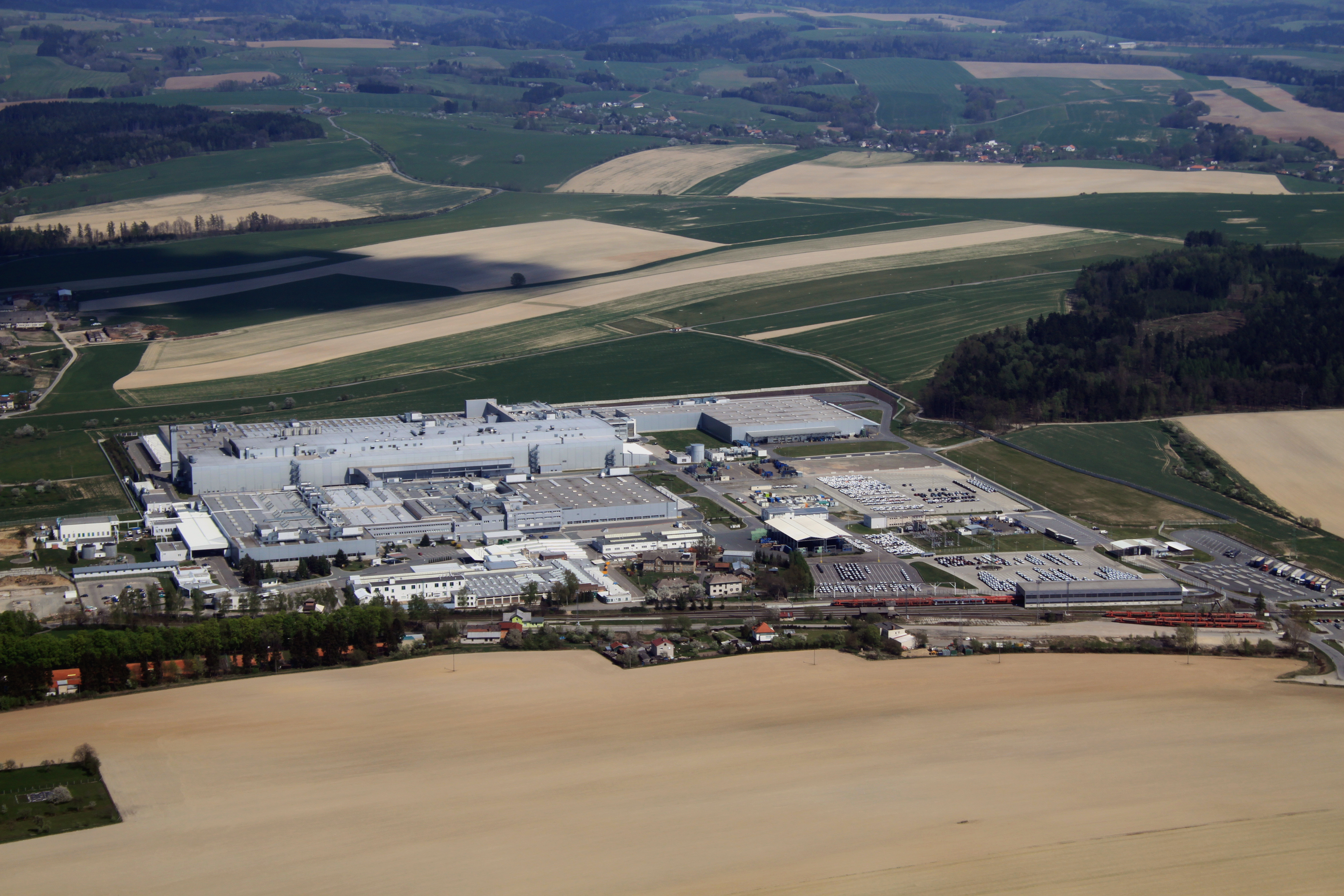
Vue aérienne de l'usine Škoda de Kvasiny.

## Transports
Par la route, Kvasiny se trouve à 7,5 km de Rychnov nad Kněžnou, à 42 km de Hradec Králové et à 159 km de Prague.